# گمینا کرنکی
گمینا کرنکی (به لهستانی:  Gmina Krynki) یک گمینا در لهستان است که در شهرستان سوکووکا واقع شده‌است. گمینا کرنکی ۱۶۵٫۹۱ کیلومتر مربع مساحت و ۳٬۴۲۳ نفر جمعیت دارد.